# نایتمر (کمیک)
نایتمر یک شخصیت خیالی ابرشرور در کتاب‌های کامیک منتشر شده توسط مارول کامیکس است. این شخصیت برای اولین بار در شمارهٔ ۱۱۰ از مجموعه گلچین ادبی داستان‌های عجیب (ژوئیه ۱۹۶۳) ظاهر شد و استن لی و استیو دیتکو خالقان او هستند. گفته می‌شود از دشمنان اصلی دکتر استرنج و روح سوار به‌شمار می‌رود. نایتمر فرمانروای جهان رویاست و یکی از اربابان ترس است. به علاوه عضو گروهی به نام دست شش انگشتی می‌باشد. می‌تواند از انرژی روانی ذهن موجوداتی قدرت بگیرد که می‌توانند خواب و رویا ببینند.